# 김성현 (1978년)
김성현 (1978년 ~ )은 대한민국의 배우이다.

## 학력
- 인천체육전문대학

## 출연 작품

### 드라마
- 《뿌리깊은 나무》... 카르페이 테무칸(개파이) 역
- 《천추태후》... 야율분노 역

### 영화
- 《사랑해! 진영아》... 남고생들 역
- 《모비딕》... 킬러 역
- 《아빠가 여자를 좋아해》... 미용사 역
- 《달콤한 거짓말》... 바종업원 역
- 《미스터 소크라테스》... 덩치 1 역
- 《검사외전》... 현석 패거리 1 역